# Dolichopeza (Mitopeza) rizalensis
Dolichopeza (Mitopeza) rizalensis is een tweevleugelige uit de familie langpootmuggen (Tipulidae). De soort komt voor in het Oriëntaals gebied.